# Robert Baxter Llewelyn
Pour les articles homonymes, voir Baxter et Llewelyn.
Robert Baxter Llewelyn (1845 - 19 février 1919) était un administrateur colonial de l'Empire britannique.

## Décorations
- Ordre de Saint-Michel et Saint-Georges Chevalier commandeur en 1898. Compagnon en 1889.